# Biserica de lemn din Groape

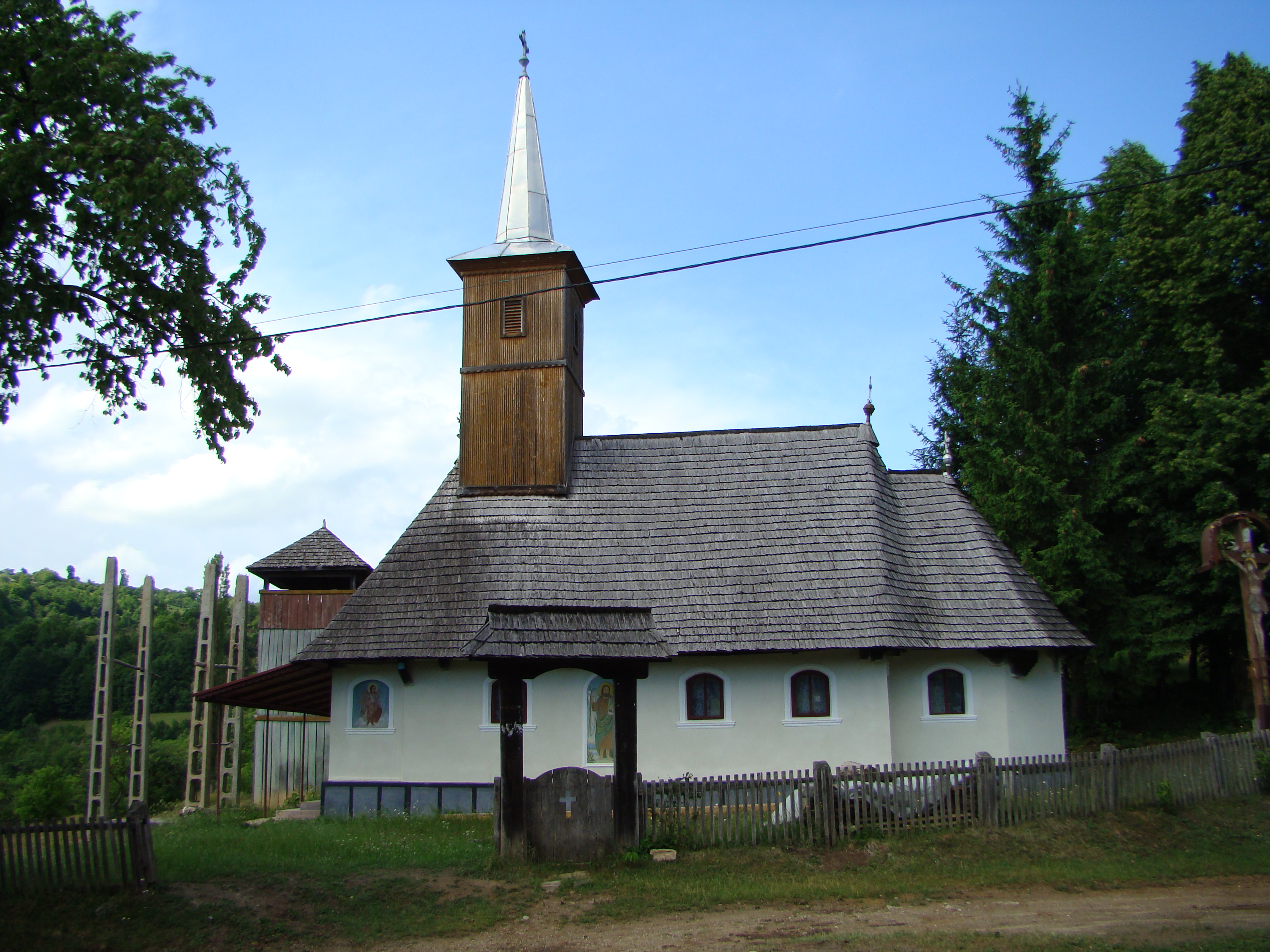
Biserica de lemn „Sfinții Apostoli” din Groape, oraș Târgu Lăpuș, județul Maramureș, foto: mai 2009.

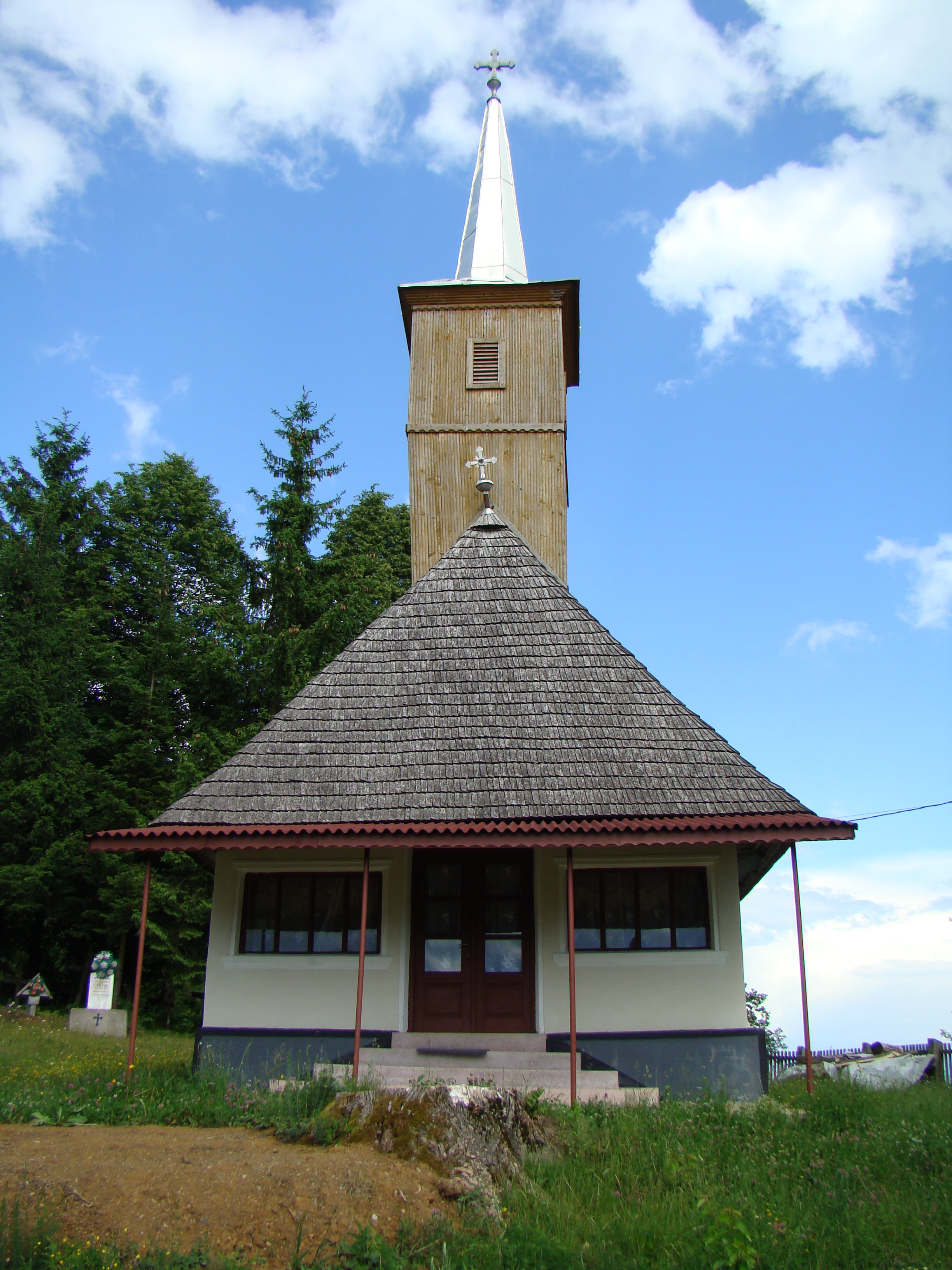
Biserica (vest)

Biserica de lemn din Groape, oraș Târgu Lăpuș, județul Maramureș datează din anul 1830. Are hramul „Sfinții Apostoli”. Biserica se află pe noua listă a monumentelor istorice sub codul LMI:  MM-II-m-B-04582.

## Istoric și trăsături
Prima biserică din satul Groape, având hramul „Sfântul Dumitru” a fost construită în anul 1830, însă nu a rezistat decât până în anul 1896. Actuala biserică de lemn, cu hramul „Sfinții Arhangheli Mihail și Gavriil”, a fost construită în anul 1827 în satul Măgureni și adusă în Groape între anii 1900–1910. Biserica a fost plătită cu 500 de zloți de Nechita Vasile din Fundătura – Valea Arinului, Preluca Veche. Biserica a fost renovată și tencuită, sub acoperiș se mai pot observa consolele de lemn tăiate în trepte. 
Planimetria bisericii este cea frecvent întâlnită, respectiv, pridvor, pronaos, naos și altar decroșat, poligonal, cu cinci laturi. Biserica a fost acoperită cu șindrilă până în anul 2009, când peste ea a fost pusă o învelitoare din tablă de aluminiu. Interiorul este tencuit la nivelul pereților și este pictat la nivelul tavanului din pronaos și a bolții din naos și altar. Ușa balconului este confecționată din scânduri preluate din vechea boltă și păstrează o pictură realizată într-o altă manieră.

## Galerie de imagini

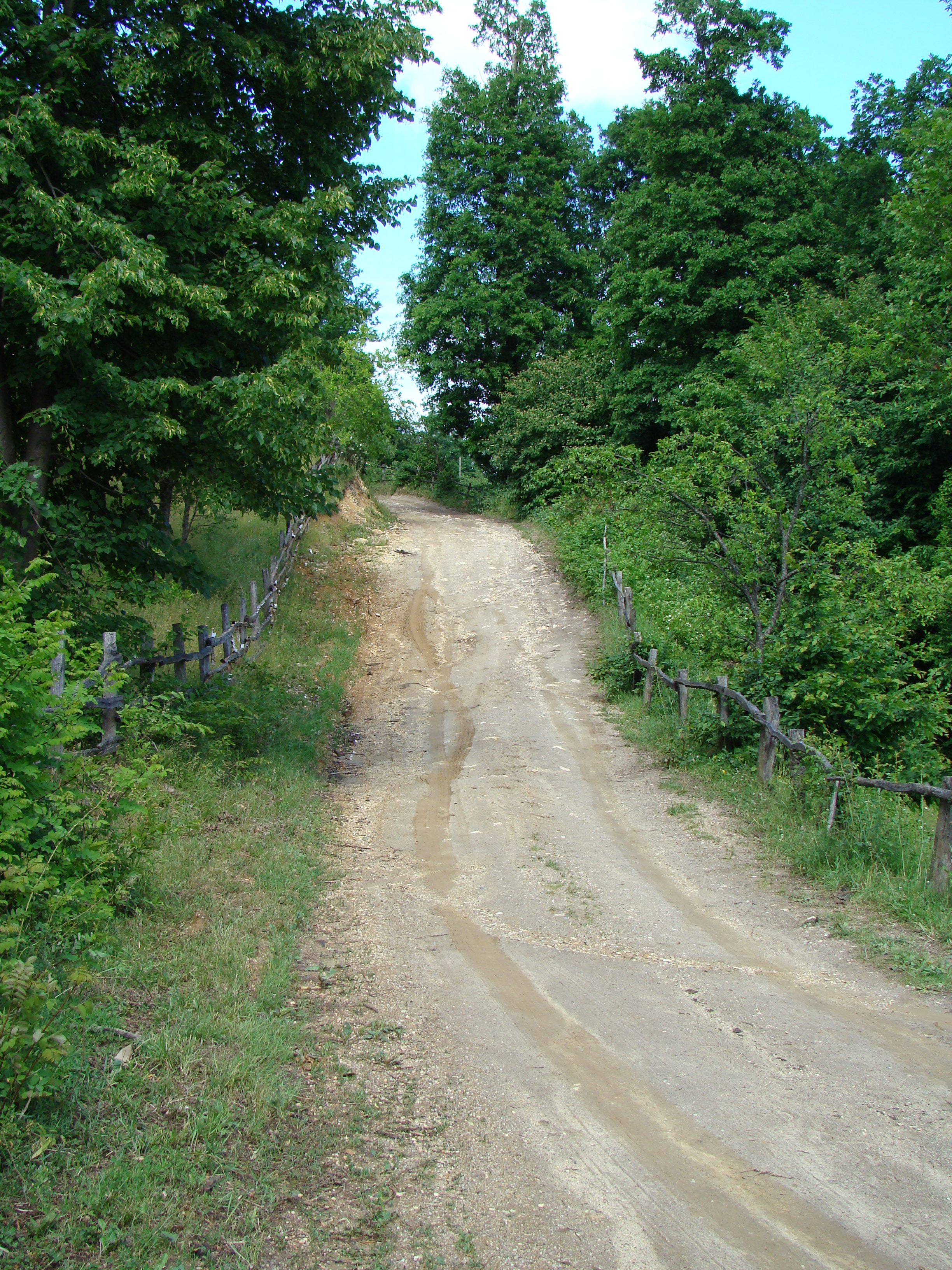
Drumul spre biserică
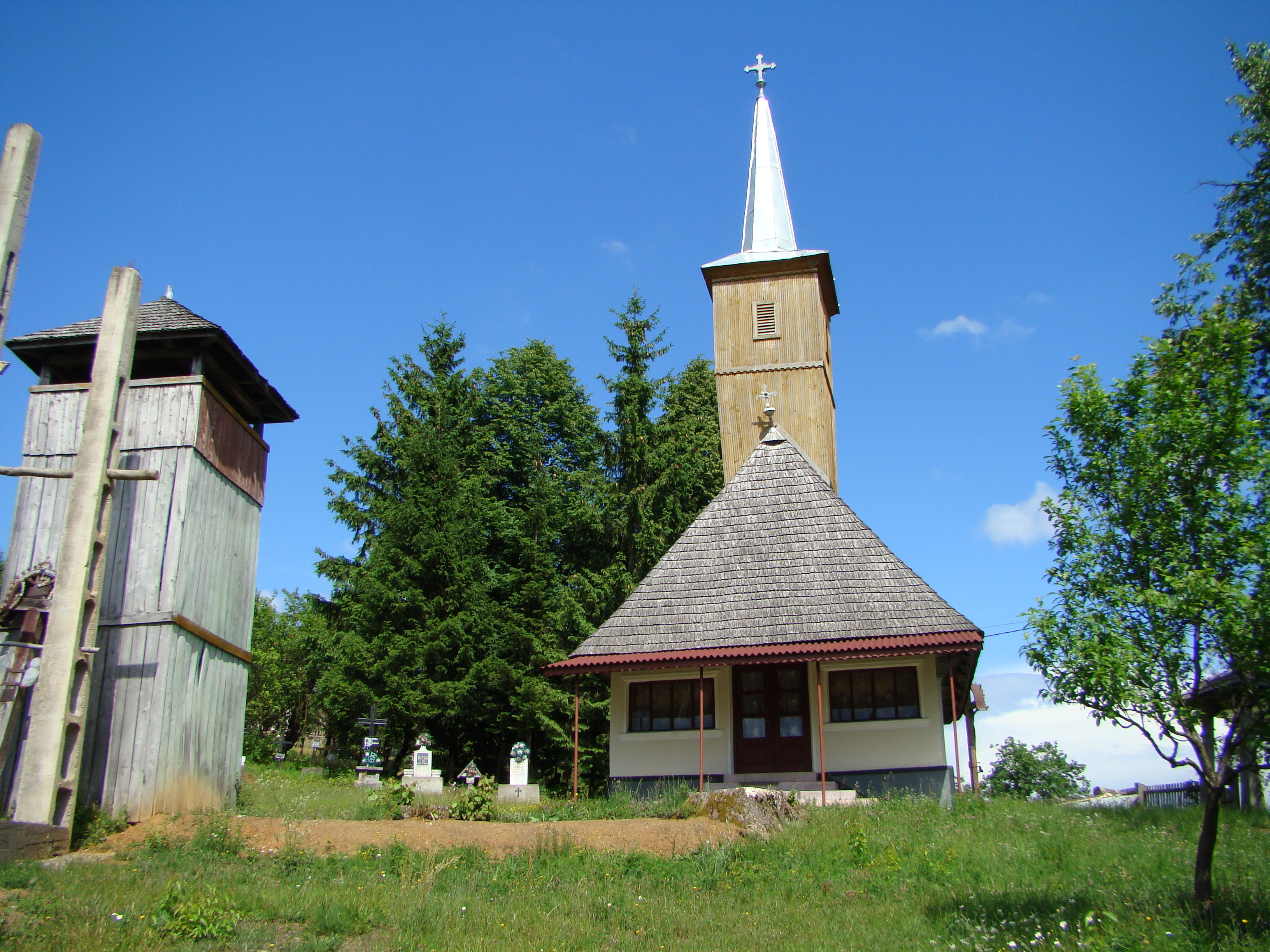
Biserica și clopotnița
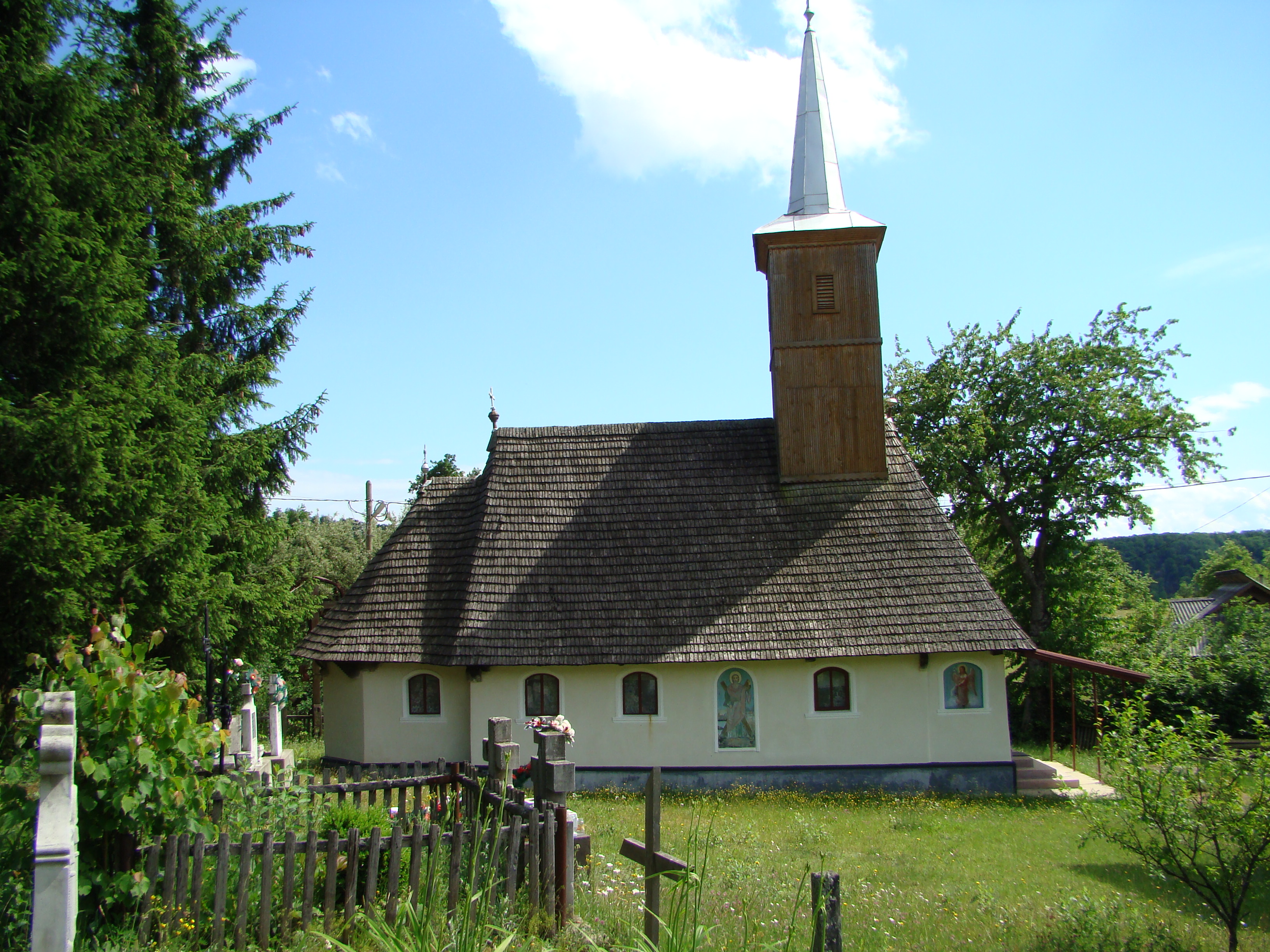
Biserica (nord)
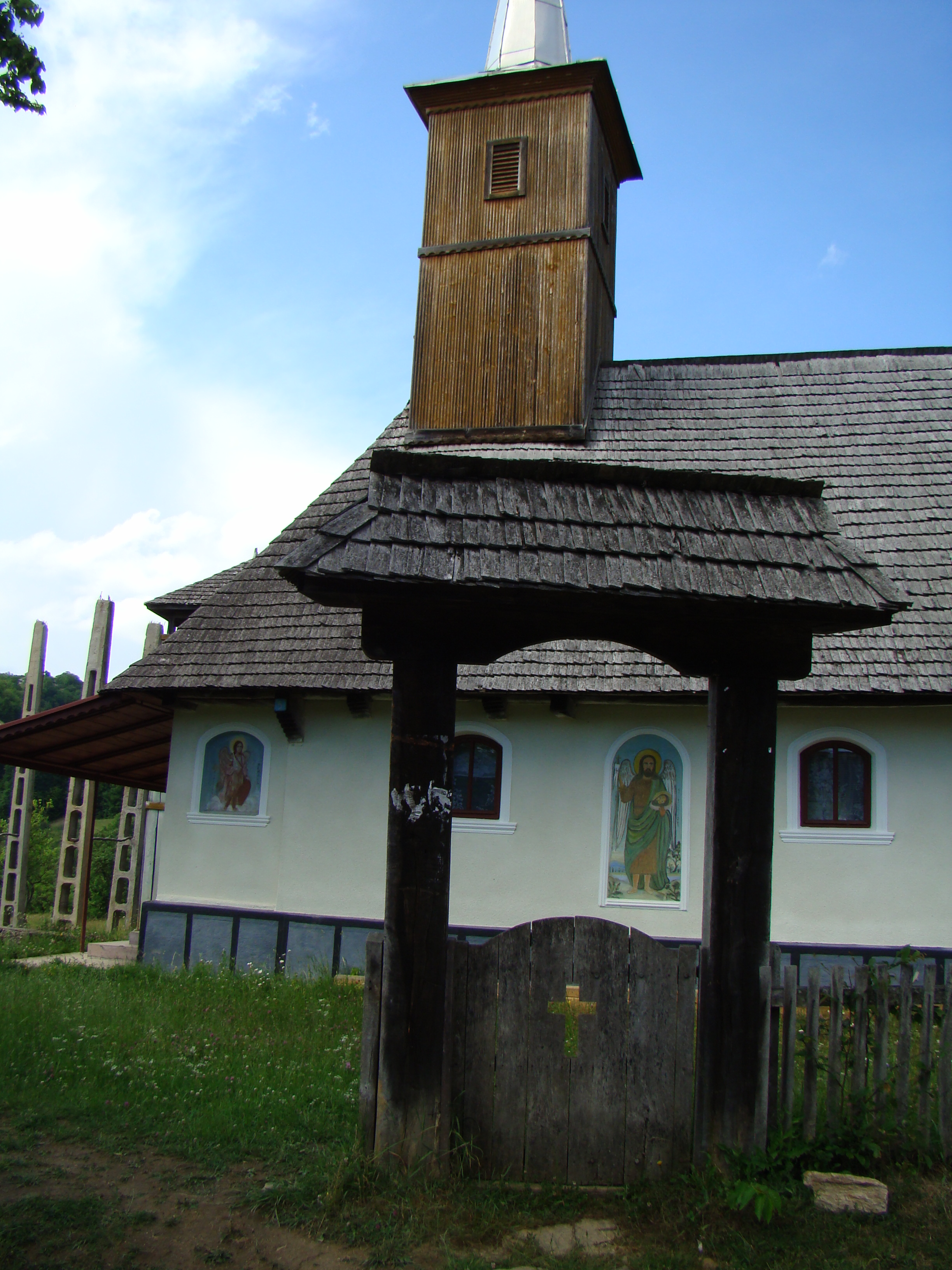
Portița de lemn
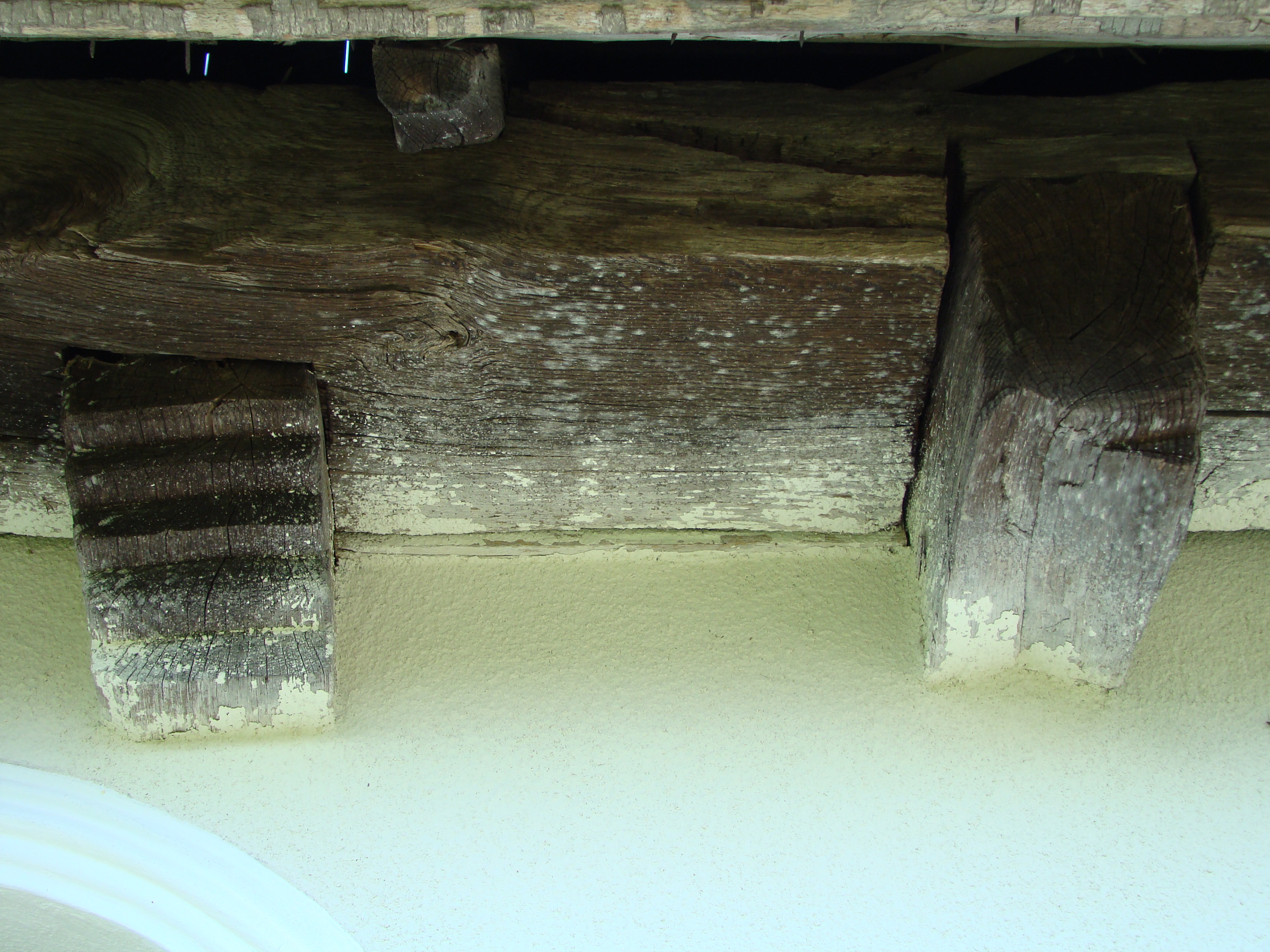
Console
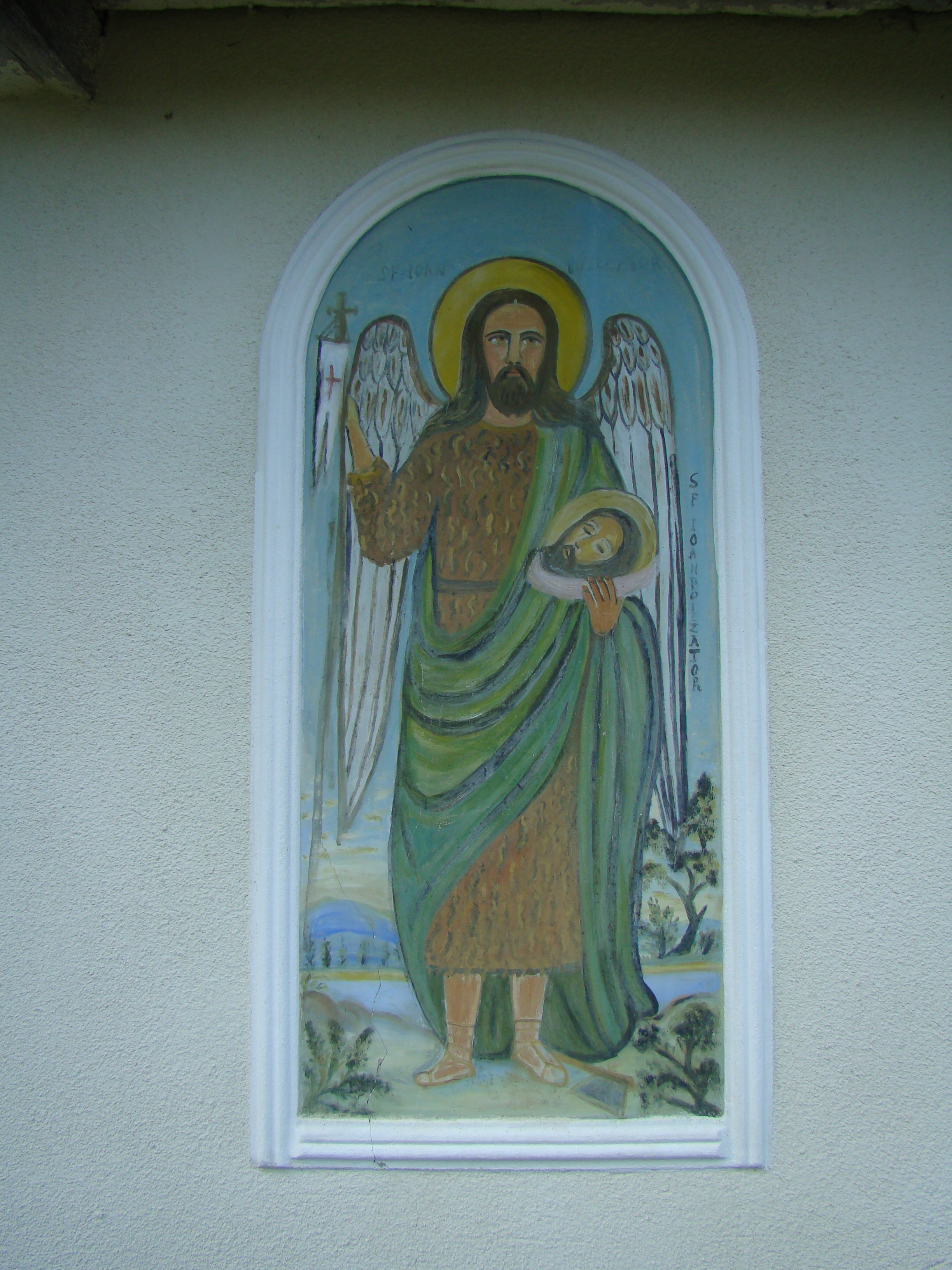
Sfântul Ioan Botezătorul
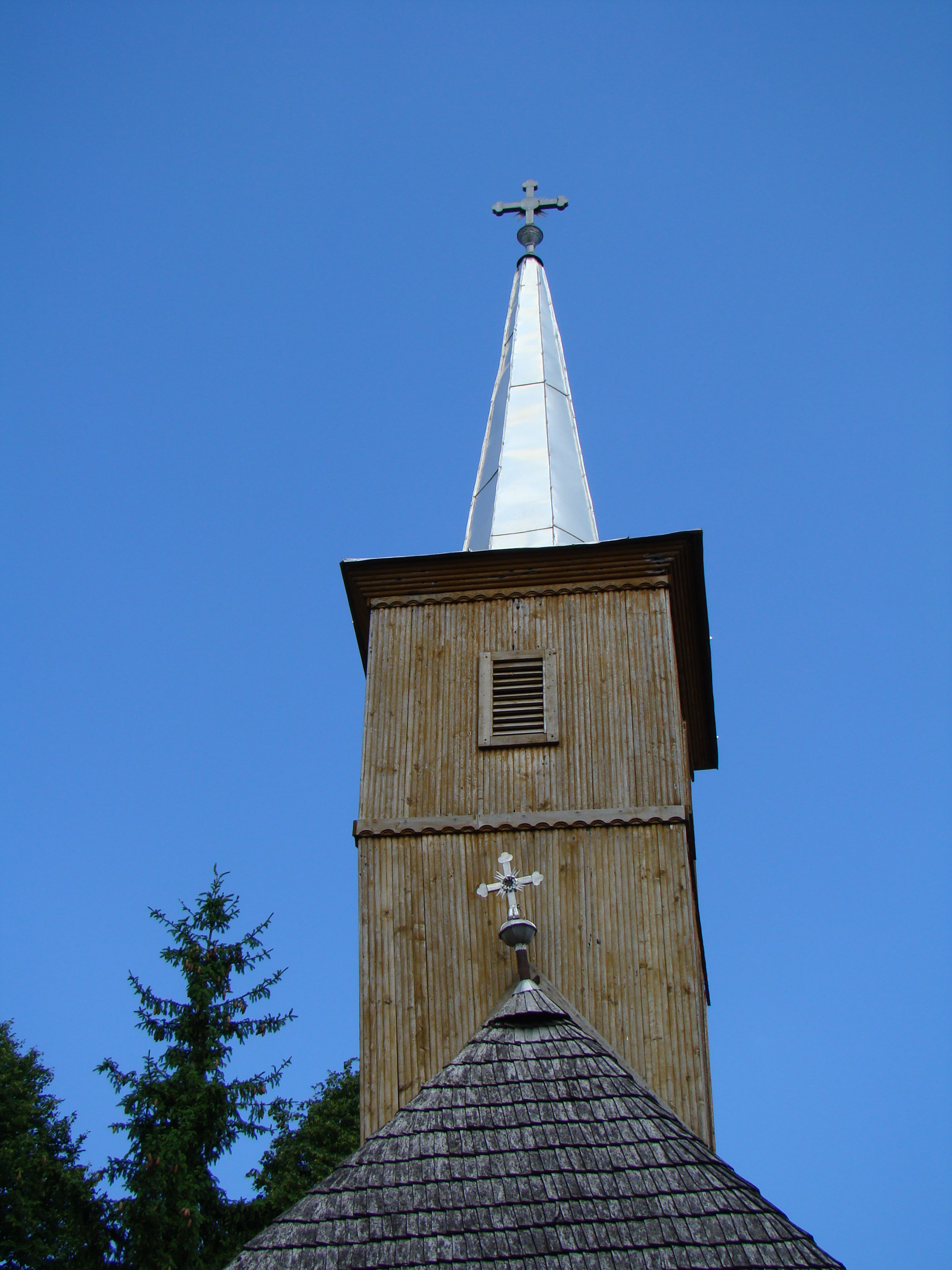
Turnul
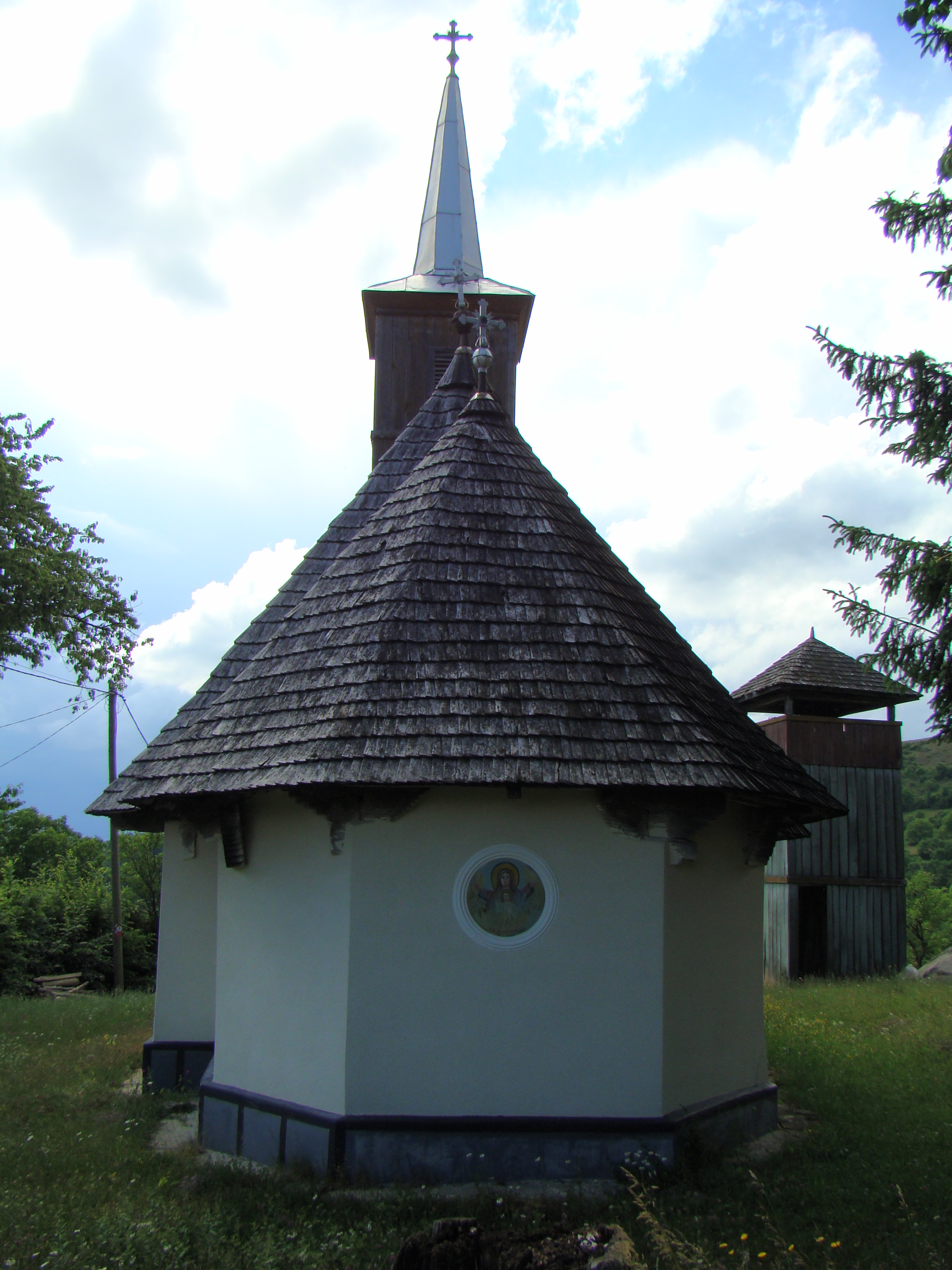
Biserica (est)
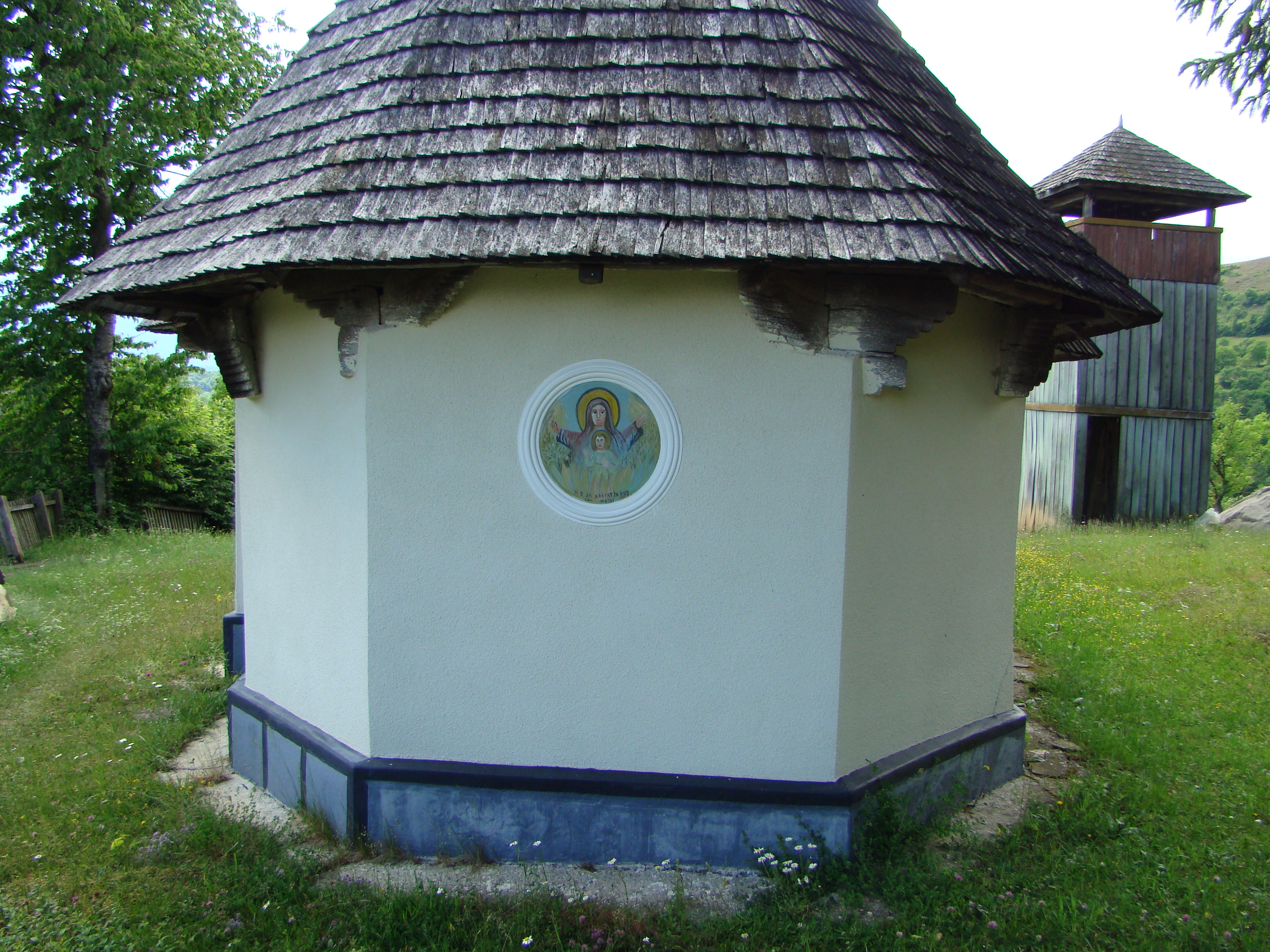
Absida altarului
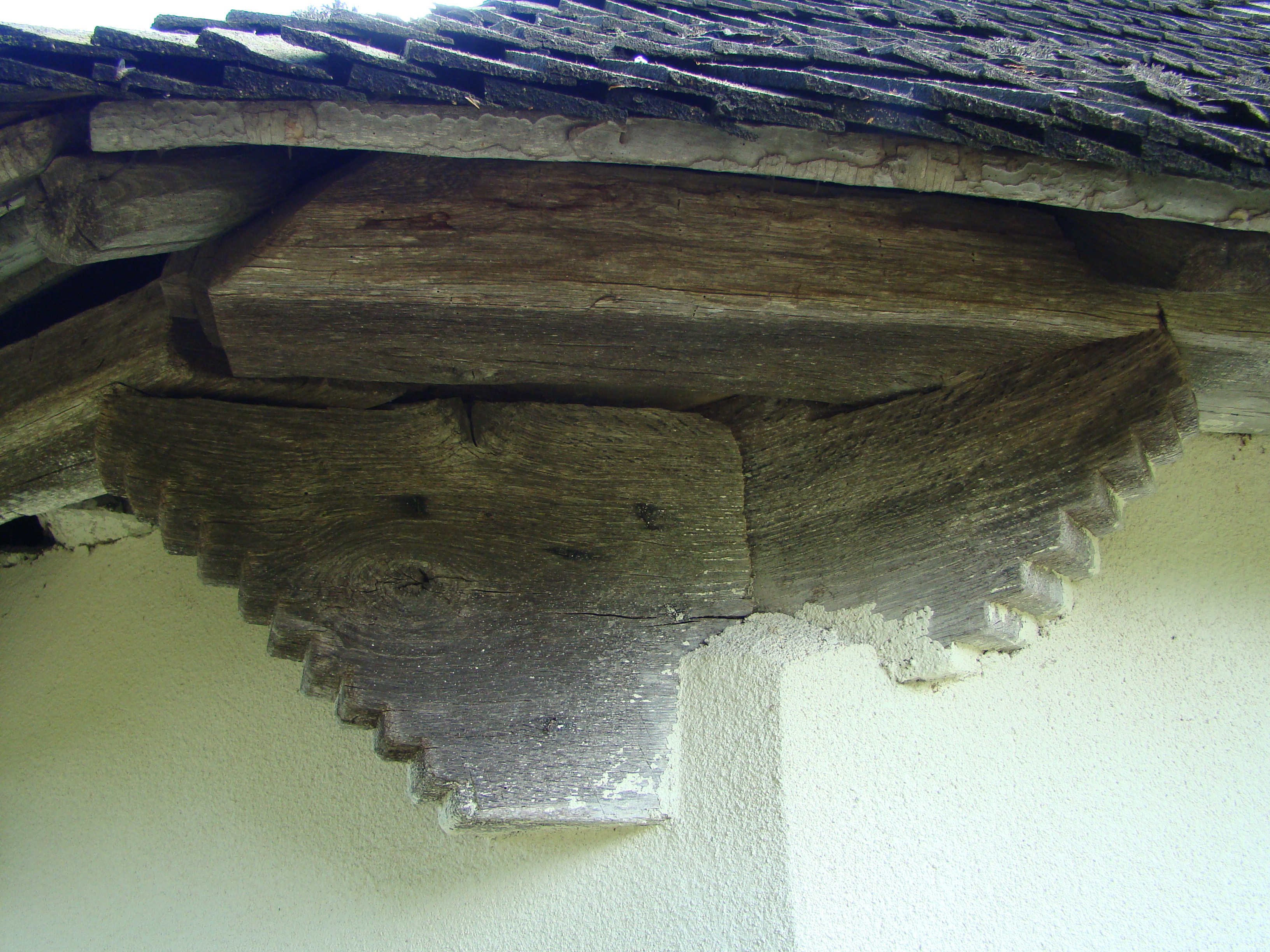
Console în trepte
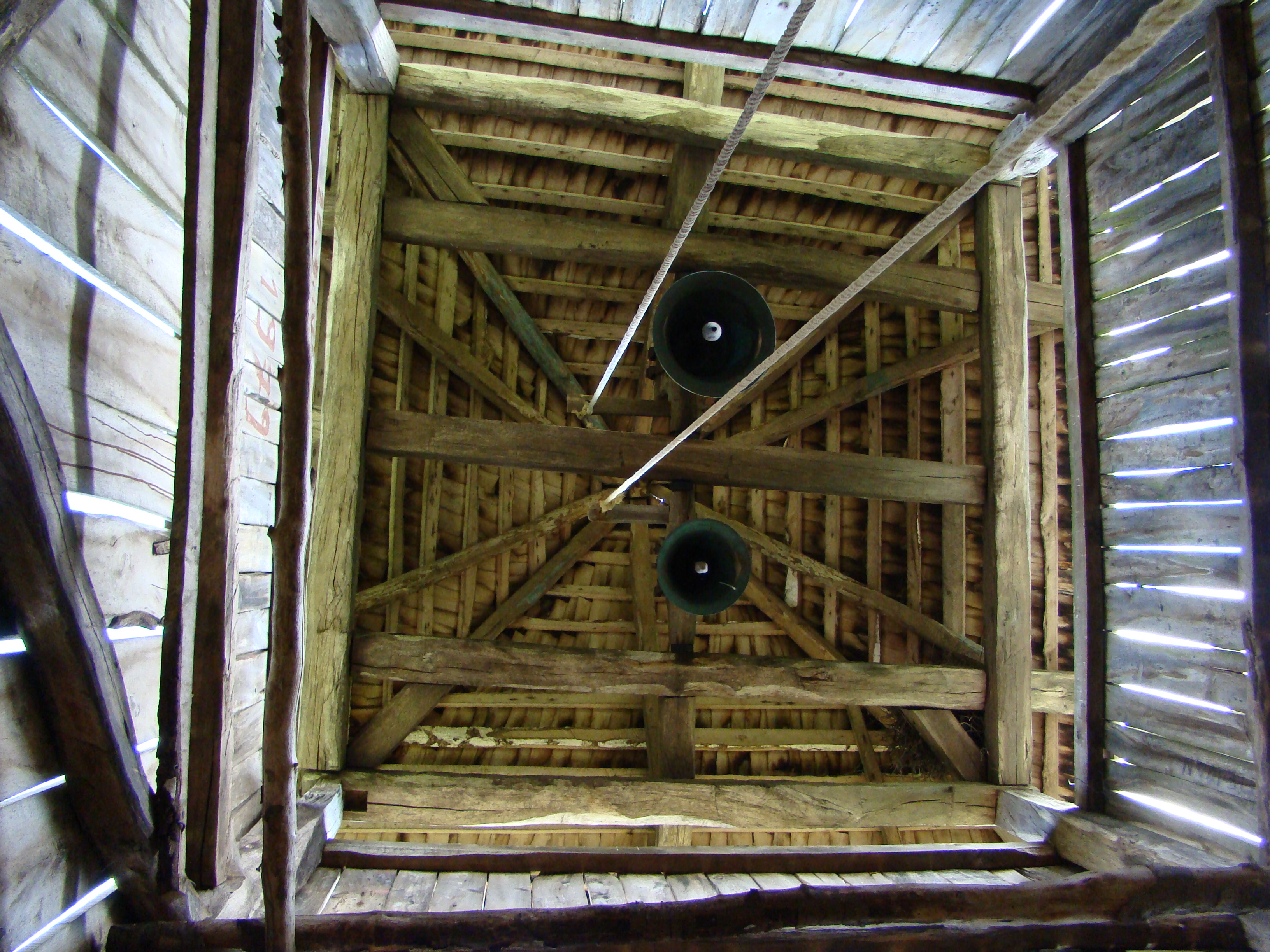
Clopotele
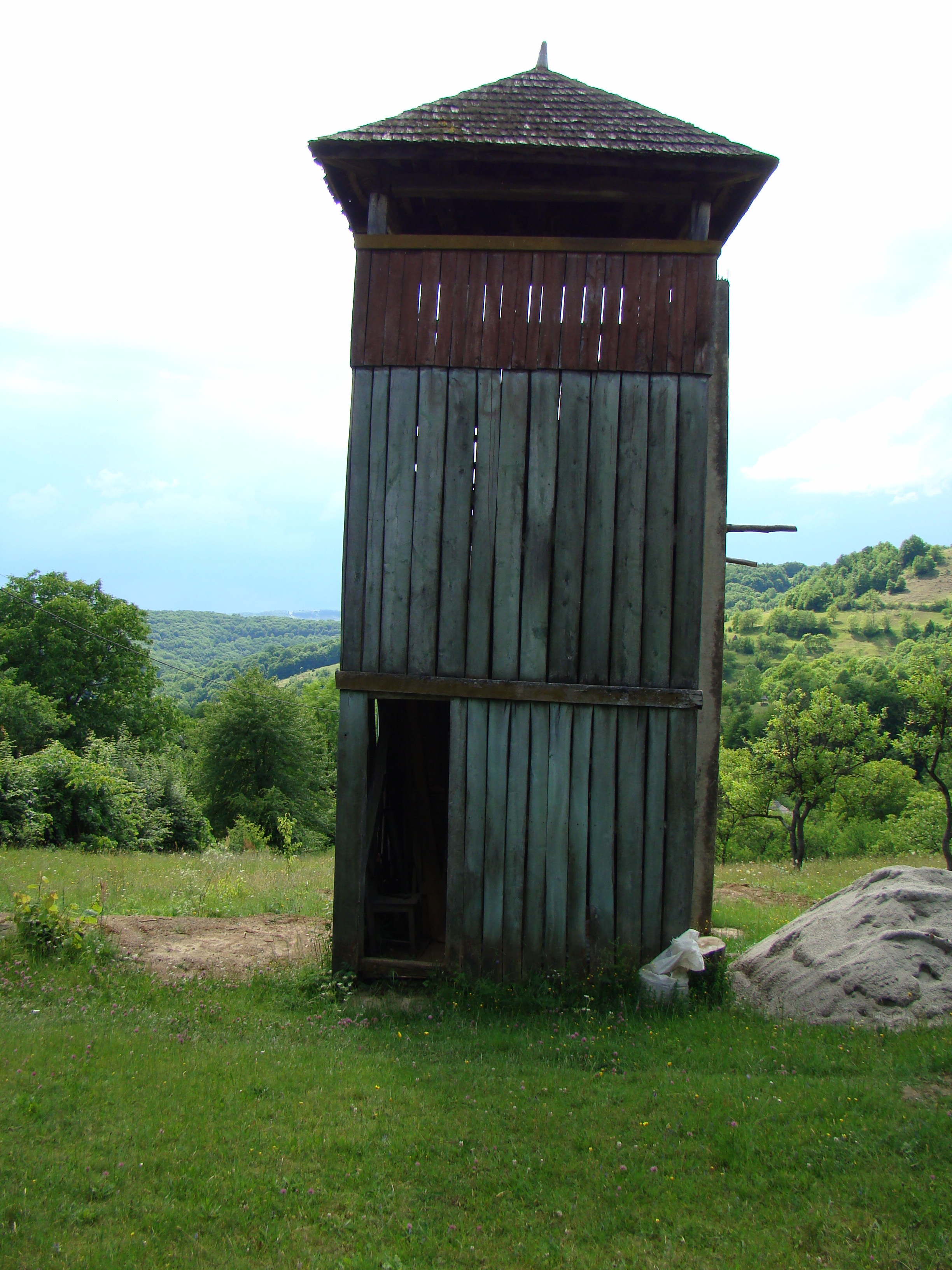
Clopotnița de lemn